# Вавилон (филм из 2022)
Вавилон (енгл. Babylon) је амерички историјски хумористичко-драмски филм из 2022. године, режисера и сценаристе Дејмијена Шазела. Главне улоге у филму тумаче Бред Пит, Марго Роби, Дијего Калва, Џин Смарт, Џован Адепо и Ли Ђун Ли. Филм прати успон и пад више ликова током транзиције Холивуда са немих на звучне филмове.
Шазел је почео развој филма у јулу 2019, а студио Lionsgate је био заинтересован за пројекат. Касније је објављено да је Paramount Pictures стекао права на објављивање широм света у новембру 2019. године. Већи део главне глумачке екипе придружио се пројекту између јануара 2020. и августа 2021. године, а филм је сниман у Лос Анђелесу од јула до октобра исте године.
Филм је премијерно приказан 15. децембра 2022. у Лос Анђелесу, док је у америчким биоскопима објављен 23. децембра исте године. Добио је помешане критике критичара, који су похвалили фотографију, музику, монтажу, сценографију и глуму, али су били подељени што се тиче режије, сценарија, експлицитног садржаја и времена трајања. Био је номинован за пет Златних глобуса (укључујући онај за најбољи филм − мјузикл или комедија, а победио је у категорији за најбољу музику), девет Филмских награда по избору критичара (укључујући ону за најбољи филм), три награде БАФТА и три Оскара.

## Радња
Године 1926. у Бел-Еру, у Лос Анђелесу, мексички имигрант Мануел „Мени” Торес помаже у транспорту слона до развратне баханалије, препуне голотиње, секса и кокаина, у вили Дона Волака, извршног директора студија Киноскоп. Он убрзо постаје опчињен Нели Ларој, дрском, амбициозном самопроглашеном „звездом” из Њу Џерзија. Након сусрета, Мени открива своју жељу да буде део нечег већег. Док слон пролази, привлачећи пажњу гостима, Мени помаже да се однесе млада глумица Џејн Торнтон, која се предозирала дрогом.
На забави такође присуствују кинеско-америчка лезбејска кабаре-певачица Леди Феј Жу и афроамерички џез трубач Сидни Палмер. Продуцент Киноскопа примећује раскошно расплесану Нели и унајмљује је да замени Џејн у свом филму; током снимања, она успева да надмаши звезду Констанс Мур. Мени упознаје и спријатељује се са Џеком Конрадом, доброћудном, али проблематичном, често жењеном филмском звездом, и вози пијаног Џека кући. Џек помаже Менију да обезбеди посао помоћника у Киноскопу (као што је проналажење нове камере за Ота фон Штрасбергера, потребне за снимање Џека у љубавној сцени на отвореном пре него што падне мрак); Мени се полако пење у рангу студијског система.
Нели брзо постаје „секс симбол” коју покрива колумнисткиња трачева Елинор Сент Џон, која такође прати Џекову каријеру. Како звучни филмови замењују неме касних 1920-их, Мени се вешто прилагођава техничким променама, на крају добијајући редитељске послове. Нели се бори да се снађе у захтевима звучног филма (један камерман умире снимајући је) и повећава конзумацију дроге и несмотрено коцкање, нарушавајући репутацију упркос Менијевој помоћи.
Нели, за коју се сазнаје да има институционализовану мајку, изазива свог пијаног оца (и неспособног пословног менаџера) Роберта да се јавно бори против звечарке током једне забаве; он се онесвести пре борбе. Нели се бори са змијом, која је уједе за врат; Феј је убија и исисава отров, након чега је Нели страствено љуби.
До 1932. Џек почиње да осећа како његова популарност опада, али и даље ради у нискобуџетним филмовима Метро-Голдвин-Мејера. Како Холивуд постаје конзервативнији, руководиоци кажу Менију да отпусти Феј, због њене лезбејске афере са Нели. Док вежба дијалоге са новом супругом Естел, Џек је ужаснут сазнањем да је његов дугогодишњи пријатељ/продуцент Џорџ Ман извршио самоубиство. У међувремену, Сидни је обезбедио сопствени мјузикл филм и оркестар.
Елинор и Мени покушавају да преуреде Нелиин имиџ и покушавају да је уведу у холивудско високо друштво, али на забави са Вилијамом Рандолфом Херстом и Мерион Дејвис, Нели критикује снобизам више класе и повраћа на Херста. Џек проналази Елинорину насловну причу о његовој све мањој популарности и суочава се са њом; она објашњава да ће, иако је његова звезда избледела, бити овековечен на филму. Сидни је увређен када руководиоци студија убеде Менија да затражи да потамни лице за јужњачку публику. По завршетку снимања, Сидни напушта Киноскоп. Џек сусреће Феј на једној хотелској забави; она открива да одлази у Европу. Након тога, у својој хотелској соби, утучени Џек извршава самоубиство.
У међувремену, ексцентрични гангстер Џејмс Макеј прети Нели због њених огромних коцкарских дугова. Мени у почетку одбија њене молбе за помоћ, али касније обезбеђује средства од дилера дроге/глумца у успону „Грофа” и посећује Џејмса са њим да отплати Нелин дуг. Мени се успаничи када сазна да је новац лажан, и да га је направио његов сопствени реквизитер. Џејмс их позива у подземни простор за окупљање за разуздане забаве на којима се злостављају животиње, под изговором потенцијалних филмских идеја. Када Џејмс схвати да је новац лажан, покушава да их убије, али они за длаку побегну, убивши Џејмсовог послушника Вилсона.
Мени тражи од Нели да побегне са њим у Мексико, да се венчају и започну нови живот. Она се опире, али на крају пристаје. Међутим, Џејмсов сарадник проналази Менија, убија Грофа и његовог цимера, али поштеди Менија под условом да напусти Лос Анђелес. У међувремену, Нели одбацује своју одлуку и плеше у ноћ. Монтажа открива исечке из новина у којима се наводи да је Нели пронађена мртва у хотелској соби са 34 године, као и да је Елинор умрла у 76. години.
Године 1952, Мени се враћа у Калифорнију са супругом Силвијом и малом ћерком, након што је побегао у Њујорк и основао радио-продавницу. Показује им улаз у студио Киноскоп, али посећује оближњи биоскоп сам да би одгледао Певање на киши, чији га приказ преласка индустрије са немих на звучне доводи до суза. Уследи серија сцена из бројних филмова током година. Док се фокус враћа на Певање на киши, Мени се у сузама осмехује.

## Улоге
| Глумац           | Улога                 |
| ---------------- | --------------------- |
| Бред Пит         | Џек Конрад            |
| Марго Роби       | Нели Ларој            |
| Дијего Калва     | Мануел „Мени” Торес   |
| Џин Смарт        | Елинор Сент Џон       |
| Џован Адепо      | Сидни Палмер          |
| Ли Ђун Ли        | Леди Феј Жу           |
| Пи Џеј Берн      | Макс                  |
| Лукас Хас        | Џорџ Ман              |
| Оливија Хамилтон | Рут Адлер             |
| Макс Мингела     | Ирвинг Талберг        |
| Рори Сковел      | Гроф                  |
| Кетрин Вотерстон | Естел Конрад          |
| Тоби Магвајер    | Џејмс Макеј           |
| Фли              | Боб Левин             |
| Џеф Гарлин       | Дон Волак             |
| Ерик Робертс     | Роберт Рој            |
| Итан Супли       | Вилсон                |
| Самара Вивинг    | Констанс Мур          |
| Оливија Вајлд    | Ина Конрад            |
| Спајк Џоунз      | Ото фон Штрасбергер   |
| Телвин Грифин    | Реџи                  |
| Клои Фајнман     | Мерион Дејвис         |
| Фиби Тонкин      | Џејн Торнтон          |
| Патрик Фаџит     | полицајац Елвуд       |
| Пет Скипер       | Вилијам Рандолф Херст |